# 第4回ゴールデングローブ賞
第4回ゴールデングローブ賞

1947年2月26日
作品賞: 

我等の生涯の最良の年
第4回ゴールデングローブ賞（だい4かいゴールデングローブしょう）は、1946年の映画を対象としており、1947年2月27日にカリフォルニア州ロサンゼルスハリウッドのルーズベルト・ホテルで授賞式が行われた。
作品賞は『我等の生涯の最良の年』が受賞した。

## 受賞
- 男優賞
  - グレゴリー・ペック - 『子鹿物語』

- 女優賞:
  - ロザリンド・ラッセル - 『世界の母』

- 監督賞:
  - フランク・キャプラ - 『素晴らしき哉、人生!』

- Best Film for Promoting International Understanding:
  - The Last Chance （ スイス）

- ノンプロフェッショナル演技賞（特別賞）:
  - ハロルド・ラッセル - 『我等の生涯の最良の年』

- 作品賞:
  - 『我等の生涯の最良の年』

- 助演男優賞:
  - クリフトン・ウェッブ - 『剃刀の刃』

- 助演女優賞
  - アン・バクスター - 『剃刀の刃』